# Tube (champignon)
Pour les articles homonymes, voir tube.

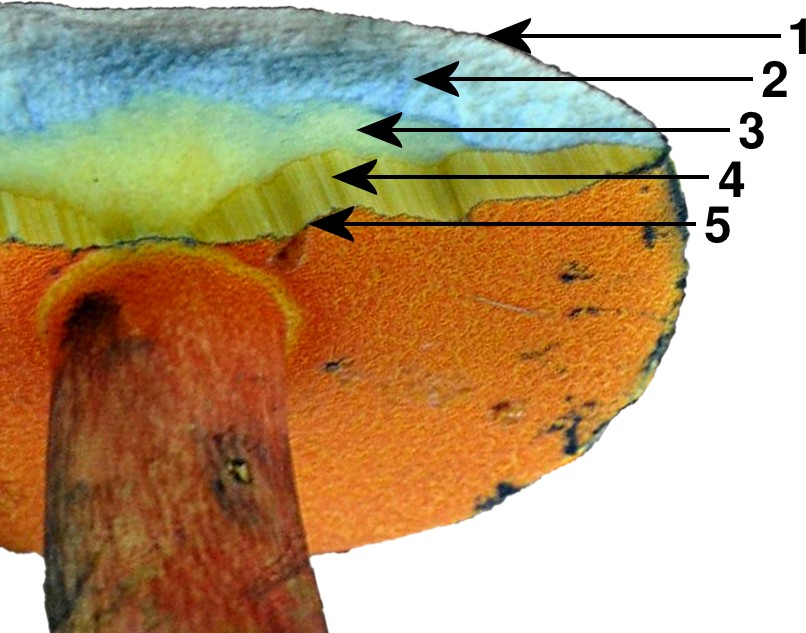
Structure typique du chapeau d'un bolet (ici Neoboletus luridiformis) :
1. Cuticule
2. Chair
3. Base des tubes
4. Tubes
5. Pores

Les tubes sont les petits tuyaux parallèles qui garnissent la surface inférieure du chapeau de certains champignons comme les bolets. Il s'agit d'une forme que peut prendre l'hyménium, moins courante que les lames.